# Atlantic Cup (Fußball)
Der Atlantic Cup (isländisch Atlantic bikarinn) war ein zwischen 2002 und 2008 jährlich ausgetragener Fußballwettbewerb zwischen dem isländischen und färöischen Meister des jeweiligen Vorjahres.

## Geschichte
1998 wurde erstmals ein Freundschaftsspiel zwischen dem amtierenden isländischen Meister ÍB Vestmannaeyja und dem färöischen Titelträger HB Tórshavn ausgetragen, das nach 90 Minuten 2:2 endete und im Elfmeterschießen für den isländischen Vertreter entschieden wurde. Aufgrund positiver Resonanz kam es ab 2002 unter der Regie des färöischen und isländischen Fußballverbandes zu jährlichen Begegnungen beider Meister, nun unter dem offiziellen Namen Atlantic Cup. Die Spiele wurden abwechselnd auf den Färöern sowie auf Island ausgetragen und fanden stets am letzten Aprilwochenende statt, FITUR agierte hierbei als Sponsor. 2007 sollte die Begegnung im März ausgetragen werden, musste jedoch aufgrund finanzieller Probleme abgesagt werden, da sich der Sponsor zurückzog und sich der färöische Meister HB Tórshavn den Flug nach Island nicht leisten konnte. Das letzte Spiel fand 2008 am zweiten Aprilwochenende statt. In den insgesamt sechs stattgefundenen offiziellen Partien gab es stets unterschiedliche Sieger. Der Meister der Färöer konnte zweimal den Wettbewerb gewinnen, viermal war der isländische Vertreter erfolgreich.

## Ergebnisse
| Jahr | Heimteam         |   | Auswärtsteam     | Ergebnis       |
| ---- | ---------------- | - | ---------------- | -------------- |
| 2002 | B36 Tórshavn     | – | ÍA Akranes       | 1:2            |
| 2003 | KR Reykjavík     | – | HB Tórshavn      | 2:0            |
| 2004 | HB Tórshavn      | – | KR Reykjavík     | 3:1            |
| 2005 | FH Hafnarfjörður | – | HB Tórshavn      | 4:1            |
| 2006 | B36 Tórshavn     | – | FH Hafnarfjörður | 2:2, 3:1 i. E. |
| 2008 | Valur Reykjavík  | – | NSÍ Runavík      | 5:2            |

## Rekorde
HB Tórshavn nahm am häufigsten am Wettbewerb teil, bei drei Teilnahmen gelang ein Sieg. Als einzigem Spieler gelangen Baldur Aðalsteinsson zwei Triumphe (2002 mit ÍA Akranes und 2008 mit Valur Reykjavík), bei den Trainern war Willum Þór Þórsson zweimal erfolgreich (2003 mit KR Reykjavík und 2008 mit Valur Reykjavík).